# 托莱多之围
托莱多之围（羅馬化：Suqūṭ Ṭulayṭilah）是莱昂-卡斯蒂利亚国王阿方索六世于伊斯兰历478年穆哈兰月（即公元1085年5月）对托莱多泰法首都托莱多发动的长期围攻及最终征服行动。此役终结了祖农王朝末代君主叶海亚·卡迪尔的统治，收复了西哥特王国的故都托莱多，标志着基督教势力再征服运动中的重大转折点。

## 背景
托莱多曾是西哥特王国的首都，后成为穆斯林统治下的重要文化中心。11世纪中叶科尔多瓦哈里发国分裂后，泰法间的内斗削弱了伊斯兰政权实力。1075年，阿方索六世通过与塞维利亚泰法结盟击败格拉纳达泰法，同年又支持托莱多对抗科尔多瓦泰法。然而，托莱多泰法叶海亚·马蒙在科尔多瓦遇刺后，继任者叶海亚·卡迪尔因驱逐阿方索的支持者引发了内部分裂。

## 围攻
1084年秋，阿方索六世在托莱多城南建立永久营地，通过持续施压迫使守军陷入孤立。同年12月，阿方索返回莱昂集结主力。1085年3月中旬，他率大军重返托莱多，展开全面围城。叶海亚·卡迪尔既未能争取邻近泰法支援，亦无力支付赎金或组织有效防御，最终于围城两个月后投降。

## 后续
阿方索六世在托莱多胜利后，派遣将领阿尔瓦尔·法涅斯率军攻占瓦伦西亚泰法（1085年），并扶持原托莱多末代君主叶海亚·阿尔-卡迪尔（Yahya al-Qadir）担任傀儡国王。为巩固统治，阿尔-卡迪尔参与围攻哈蒂瓦（Játiva），试图迫使当地总督承认其王权，却遭惨败。哈蒂瓦随后被阿尔·蒙迪尔·伊马德-达乌拉（Al Mundir Imad-ad-Dawla）控制，后者转而进攻瓦伦西亚，迫使阿尔-卡迪尔向外部求援。
阿尔-卡迪尔得到流亡至瓦伦西亚的穆尔西亚前国王阿布·阿卜杜勒-拉赫曼·伊本·塔希尔（Abu Abd al-Rahman ibn Tahir）的财政支持，勉强维持统治。然而，1086年穆拉比特王朝应塞维利亚泰法阿尔-穆塔米德（Al-Mu'tamid）之邀介入半岛事务，阿尔-卡迪尔深感威胁，遂雇佣传奇骑士熙德（El Cid）驻防瓦伦西亚以抵御北非大军。
熙德的军事才能虽延缓了穆拉比特王朝的攻势，但瓦伦西亚的孤立局面难以持久。1092年，阿尔-卡迪尔因横征暴敛引发民变，遭市民刺杀。熙德趁机自立为瓦伦西亚统治者（1094年），暂时阻断了穆拉比特王朝的东进。然而，这一系列动荡最终削弱了基督教势力对东部泰法的控制，为12世纪阿方索一世的再征服埋下伏笔。